# Kommunhus

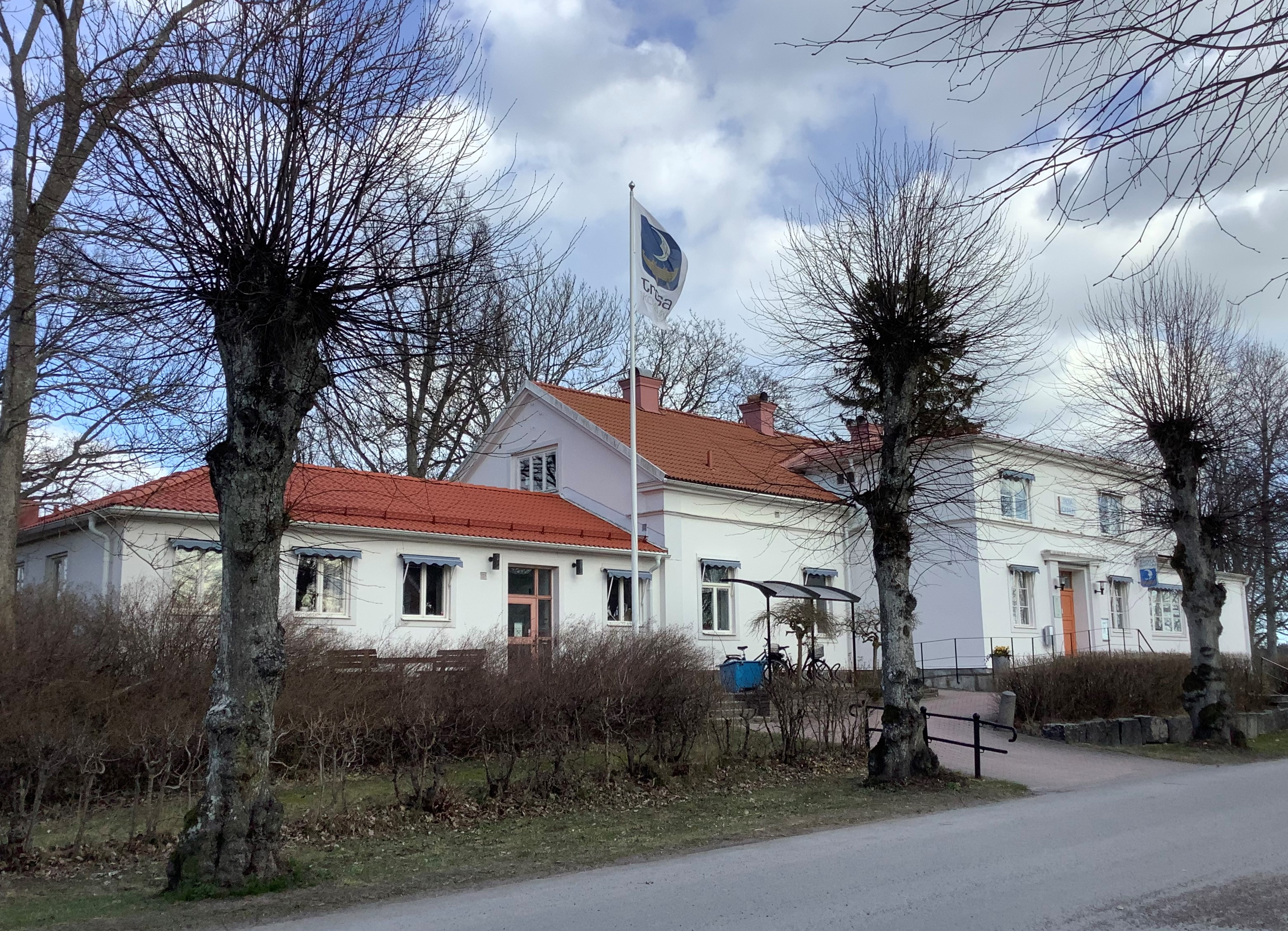
Trosa kommunhus.

Ett kommunhus är en byggnad i vilken en kommuns centrala administration är inrymd.
Beroende på olika lokala historiska förhållanden kan kommunhuset ha olika benämningar i olika kommuner (förvaltningshus, kanslihus, kommunalhus, kommunhus, kommunalkontor, nämndhus, rådhus, stadshus etc). I bland saknas ett speciellt namn på byggnaden eller används ett äldre namn, som till exempel Djursholms slott i Danderyd eller Börsen i Göteborg.
Det kan också förekomma att termen kommunhus, eller någon annan av de ovanstående alternativa termerna, används om lokala kommunala servicekontor utanför centralorten.